# Championnat d'Écosse de football 1978-1979
Navigation
Édition précédente Édition suivante
La 82e édition du championnat d'Écosse de football est remportée par le Celtic Football Club. C’est le 32e titre de champion du club de Glasgow. Le Celtic l’emporte avec 3 points d’avance sur Rangers FC. Dundee United complète le podium.
Le système de promotion/relégation reste en place: descente et montée automatique, sans matchs de barrage pour les deux derniers de première division et les deux premiers de deuxième division. Heart of Midlothian et Motherwell FC descendent en deuxième division. Ils sont remplacés pour la saison 1979/80 par Dundee FC et Kilmarnock FC.
Avec 22 buts marqués en 36 matchs,  Andy Ritchie du Greenock Morton Football Club remporte pour la première fois le classement des meilleurs buteurs du championnat.

## Les clubs de l'édition 1978-1979
| \| Aberdeen FC Glasgow · Celtic - Rangers-Partick Thistle FC Dundee United Édimbourg · Heart - Hibernian Motherwell FC Saint Mirren Greenock Morton \| Localisation des clubs engagés dans le championnat. |
| Aberdeen FC Glasgow · Celtic - Rangers-Partick Thistle FC Dundee United Édimbourg · Heart - Hibernian Motherwell FC Saint Mirren Greenock Morton                                                           |

| Club                              | Ville      |
| --------------------------------- | ---------- |
| Aberdeen Football Club            | Aberdeen   |
| Celtic Football Club              | Glasgow    |
| Dundee United Football Club       | Dundee     |
| Greenock Morton Football Club     | Greenock   |
| Heart of Midlothian Football Club | Édimbourg  |
| Hibernian Football Club           | Leith      |
| Motherwell Football Club          | Motherwell |
| Partick Thistle Football Club     | Glasgow    |
| Rangers Football Club             | Glasgow    |
| Saint Mirren Football Club        | Paisley    |

## Compétition

### Classement
Le classement est établi sur le barème de points classique (victoire à 2 points, match nul à 1, défaite à 0).
| Rang | Équipe                | Pts | J  | G  | N  | P  | Bp | Bc | Diff |
| ---- | --------------------- | --- | -- | -- | -- | -- | -- | -- | ---- |
| 1    | Celtic FC             | 48  | 36 | 21 | 6  | 9  | 61 | 37 | +24  |
| 2    | Rangers FC T+C        | 45  | 36 | 18 | 9  | 9  | 52 | 35 | +17  |
| 3    | Dundee United         | 44  | 36 | 18 | 8  | 10 | 56 | 37 | +19  |
| 4    | Aberdeen FC           | 40  | 36 | 13 | 14 | 9  | 59 | 36 | +23  |
| 5    | Hibernian FC          | 37  | 36 | 12 | 13 | 11 | 44 | 48 | -4   |
| 6    | Saint Mirren          | 36  | 36 | 15 | 6  | 15 | 45 | 41 | +4   |
| 7    | Greenock Morton P     | 36  | 36 | 12 | 12 | 12 | 52 | 53 | -1   |
| 8    | Partick Thistle FC    | 34  | 36 | 13 | 8  | 15 | 42 | 39 | +3   |
| 9    | Heart of Midlothian P | 23  | 36 | 8  | 7  | 21 | 39 | 71 | -32  |
| 10   | Motherwell FC         | 17  | 36 | 5  | 7  | 24 | 33 | 86 | -53  |

| Légende : Qualifications et relégations | Légende : Qualifications et relégations                                        |
| --------------------------------------- | ------------------------------------------------------------------------------ |
|                                         | Coupe d'Europe des Clubs champions 1979-1980                                   |
|                                         | Coupe d'Europe des vainqueurs de coupe 1979-1980                               |
|                                         | Coupe UEFA 1979-1980                                                           |
|                                         | Relégation en deuxième division                                                |
|                                         | T : Tenant du titre C : Vainqueurs de la Coupe d'Écosse de football P : Promus |

## Bilan de la saison
| Tableau d'Honneur                |            |
| Compétition                      | Vainqueur  |
| Championnat d'Écosse de football | Celtic FC  |
| Coupe d'Écosse de football       | Rangers FC |

| Promotions et relégations |                                   |
| Promus                    | Dundee FC Kilmarnock FC           |
| Relégués                  | Heart of Midlothian Motherwell FC |

## Statistiques

### Meilleur buteur
- Andy Ritchie, Greenock Morton Football Club 22 buts